# غلام‌حسین ناصری
غلام‌حسین ناصری (زاده سال ۱۳۳۸ در بهسود، ولایت میدان وردک) سیاستمدار و نماینده مردم میدان وردک و کابل در دوره شانزدهم و هفدهم مجلس نمایندگان افغانستان و از اعضای شورای عالی جنبش روشنایی است.

## زندگی‌نامه
غلام‌حسین ناصری تعلیمات ابتدایی خود را در مکتب ابتدایی بهزاد و تعلیمات دبیرستان خود در سال ۱۳۵۰ در لیسه غازی امان‌الله به اتمام رسانده‌است. مدرک کارشناسی خود را در سال ۱۳۸۶ در رشته حقوق و فلسفه اسلامی اسلامی از ایران بدست آورد. وی همچنین به تحصیل در علوم دینی نیز پرداخته‌است. زبان مادری ایشان فارسی است.

## دوره شانزدهم مجلس نمایندگان
ناصری توانست در دوره شانزدهم مجلس نمایندگان افغانستان به نمایندگی از مردم ولایت میدان ورک به پارلمان راه پیدا کند.

## دوره هفدهم مجلس نمایندگان
غلام‌حسین ناصری در انتخابات مجلس ۱۳۹۷ از طرف مردم کابل خود را نامزد حضور در پارلمان هفدهم کرد و توانست به دوره هفدهم مجلس نمایندگان افغانستان راه یابد.

## دیگر فعالیت‌ها
- سخنگوی حزب وحدت اسلامی (۱۳۷۶–۱۳۸۱)
- کارمند دفتر محلی حقوق بشر در بامیان
- کارمند کمیسیون مستقل انتخابات
- عضو شورای عالی جنبش روشنایی